# Parapoxvirus
Parapoxvirus es un género de la familia Poxviridae, una familia de virus del grupo I incluyendo el Orf virus, causante del ectima contagioso.
Como todos los miembros de tal familia, son ovales, relativamente grandes, doble-cadena virus ADN.  Los Parapoxvirus tienen una única capa espiral que los distingue de otros poxvirus; e infectan vertebrados.
No todos los parapoxvirus son zoonóticos.  Notables huéspedes zoonóticos de Parapoxvirus incluye a: oveja, cabra, vacuno.